# Formula Zetec Trophy 2009
La Formula Zetec Trophy 2009 est la première saison de Formula Zetec Trophy. Elle a été remportée par François Jeanneret.
Initialement prévu à Nogaro, l’ultime confrontation 2009 du Trophée aura lieu sur le circuit de Dijon-Prenois.

## Engagés
| #  | Pilote             |
| -- | ------------------ |
| 2  | François Andre     |
| 3  | Gwenaël Delomier   |
| 4  | Laurent Di Nisi    |
| 5  | Patrick Ferrier    |
| 6  | Michel Ghio        |
| 6  | François Jeanneret |
| 7  | Didier Mantz       |
| 8  | Patrick Morrissey  |
| 9  | Patrick Pin        |
| 10 | John Salmona       |
| 11 | Bruno Tacussel     |
| 12 | Jacques Vaillant   |
| 14 | Jo Zosso           |
| 15 | Peter Wyss         |
| 16 | Jean Michel Ogier  |
| 17 | Denis Lerch        |
| 18 | Grégory Fargier    |
| 19 | Xavier Michel      |
| 20 | Arnaud Dousse      |
| 21 | Jean Pierre Martin |
| 22 | Guillaume Planque  |

## Courses de la saison 2009
| Course        | Date            | Vainqueur | Vainqueur          |
| ------------- | --------------- | --------- | ------------------ |
| Dijon-Prenois | 11 12 avril     | R1        | François Jeanneret |
| Dijon-Prenois | 11 12 avril     | R2        | François Jeanneret |
| Bresse        | 16 17 mai       | R1        | François Jeanneret |
| Bresse        | 16 17 mai       | R2        | François Jeanneret |
| Lédenon       | 6 juin          | R1        | Grégorie Fargier   |
| Lédenon       | 6 juin          | R2        | Jean Michel Ogier  |
| Charade       | 12 13 septembre | R1        | Jo Zosso           |
| Charade       | 12 13 septembre | R2        | Jo Zosso           |
| Dijon-Prenois | 17 18 octobre   | R1        | Arnaud Dousse      |
| Dijon-Prenois | 17 18 octobre   | R2        | Xavier Michel      |

## Classement 2009
| #  | Pilote             | Points | Victoires | Poles |
| -- | ------------------ | ------ | --------- | ----- |
| 2  | François Jeanneret | 118    | 4         | 2     |
| 3  | François Andre     | 113    | 0         | 0     |
| 4  | Patrick Pin        | 81     | 0         | 0     |
| 5  | John Salmona       | 45     | 0         | 0     |
| 6  | Jo Zosso           | 40     | 2         | 1     |
| 7  | Jacques Vaillant   | 39     | 0         | 0     |
| 8  | Laurent Di Nisi    | 37     | 0         | 0     |
| 9  | Bruno Tacussel     | 33     | 0         | 0     |
| 10 | Xavier Michel      | 29     | 1         | 1     |
| 11 | Denis Lerch        | 29     | 0         | 0     |
| 12 | Jean Michel Ogier  | 28     | 1         | 0     |
| 13 | Jean Pierre Martin | 24     | 0         | 0     |
| 14 | Peter Wyss         | 23     | 0         | 0     |
| 15 | Guillaume Planque  | 22     | 0         | 0     |
| 16 | Grégory Fargier    | 16     | 1         | 1     |
| 17 | Arnaud Dousse      | 16     | 1         | 0     |
| 18 | Jean Pierre Peter  | 16     | 0         | 0     |
| 19 | Claude Monniat     | 15     | 0         | 0     |
| 20 | Didier Mantz       | 11     | 0         | 0     |
| 21 | Jérome Peyrat      | 10     | 0         | 0     |
| 22 | Gwenaël Delomier   | 4      | 0         | 0     |